# Western Task Force American Marker
De Western Task Force American Marker is een monument in Casablanca (Marokko), ter nagedachtenis aan de gesneuvelde Amerikaanse soldaten gedurende de strijd in de Noord-Afrikaanse Veldtocht in de Tweede Wereldoorlog. Het monument bevindt zich op de Ben M'Sick burgerbegraafplaats.
De bronzen plaquette, opgezet op een stevig blok Marokkaanse graniet, herdenkt de Amerikaanse Western Task Force, die met succes een landing forceerde in Mohemmedia, Safi en Kenitra tussen 8 november en 11 november 1942.
Het was de allereerste trans-oceanische amfibische landing, welke begon bij Hampton Roads, Virginia met het inschepen van de Amerikaanse troepen. Ze werden van daaruit vervoer door 100 marineschepen en kwamen nabij Casablanca aan land.